# Dia Internacional da Juventude
O Dia Internacional da Juventude celebra-se a 12 de agosto, por resolução da Assembleia Geral da ONU em 1999, em resposta à recomendação da Conferência Mundial de Ministros Responsáveis pela Juventude, reunida em Lisboa, de 8 a 12 de agosto de 1998.

## Temas
O Dia Internacional da Juventude é uma oportunidade para governos e outras pessoas chamarem a atenção para as questões da juventude em todo o mundo. Durante o DIJ, concertos, workshops, eventos culturais e reuniões envolvendo funcionários do governo nacional e local e organizações de jovens acontecem em todo o mundo.
Cada ano se concentra em um tema específico. A lista de temas é a seguinte:
| Ano  | Tema                                                                                        |
| ---- | ------------------------------------------------------------------------------------------- |
| 2020 | Compromisso da juventude com a ação global                                                  |
| 2019 | Educação transformadora                                                                     |
| 2018 | Espaços seguros para os jovens                                                              |
| 2017 | Jovens construindo a paz                                                                    |
| 2016 | O Caminho para 2030: Erradicando a Pobreza e Alcançando o Consumo e a Produção Sustentáveis |
| 2015 | Engajamento cívico da juventude                                                             |
| 2014 | Juventude e Saúde Mental                                                                    |
| 2013 | Migração juvenil: avançando no desenvolvimento                                              |
| 2012 | Construindo um mundo melhor: parceria com os jovens                                         |
| 2011 | Mude nosso mundo                                                                            |
| 2010 | Diálogo e compreensão mútua                                                                 |
| 2009 | Sustentabilidade: nosso desafio. Nosso futuro                                               |
| 2008 | Juventude e mudanças climáticas: é hora de agir                                             |
| 2007 | Faça-se ver, faça-se ouvir: a participação da juventude para o desenvolvimento              |
| 2006 | Combatendo a pobreza juntos: Juventude e erradicação da pobreza                             |
| 2005 | Tornar os compromissos uma realidade                                                        |
| 2004 | Juventude em uma sociedade intergeracional                                                  |
| 2003 | Encontrar trabalho decente e produtivo para jovens em todos os lugares                      |
| 2002 | Agora e para o futuro: ação da juventude para o desenvolvimento sustentável                 |
| 2001 | Enfrentando a Saúde e o Desemprego                                                          |
| 2000 | Primeira comemoração do Dia Internacional da Juventude em 12 de agosto                      |